# Cantin
Cantin ist eine französische Gemeinde mit 1755 Einwohnern (Stand 1. Januar 2022) im Département Nord in der Region Hauts-de-France. Sie gehört zum Arrondissement Douai und zum Kanton Aniche. Die Bewohner werden Cantinois und Cantinoises genannt.

## Geografie
Die Gemeinde Cantin liegt am Canal de la Sensée, etwa fünf Kilometer südlich von Douai. Nachbargemeinden von Cantin sind Dechy im Norden, Roucourt im Nordosten, Erchin im Osten, Bugnicourt im Südosten, Arleux im Süden, Estrées im Südwesten und Gœulzin im Nordwesten.

## Bevölkerungsentwicklung
| Jahr      | 1962 | 1968 | 1975 | 1982 | 1990 | 1999 | 2007 | 2020 |
| Einwohner | 912  | 1246 | 1395 | 1397 | 1373 | 1327 | 1449 | 1719 |

## Sehenswürdigkeiten
- Tour des Pendus

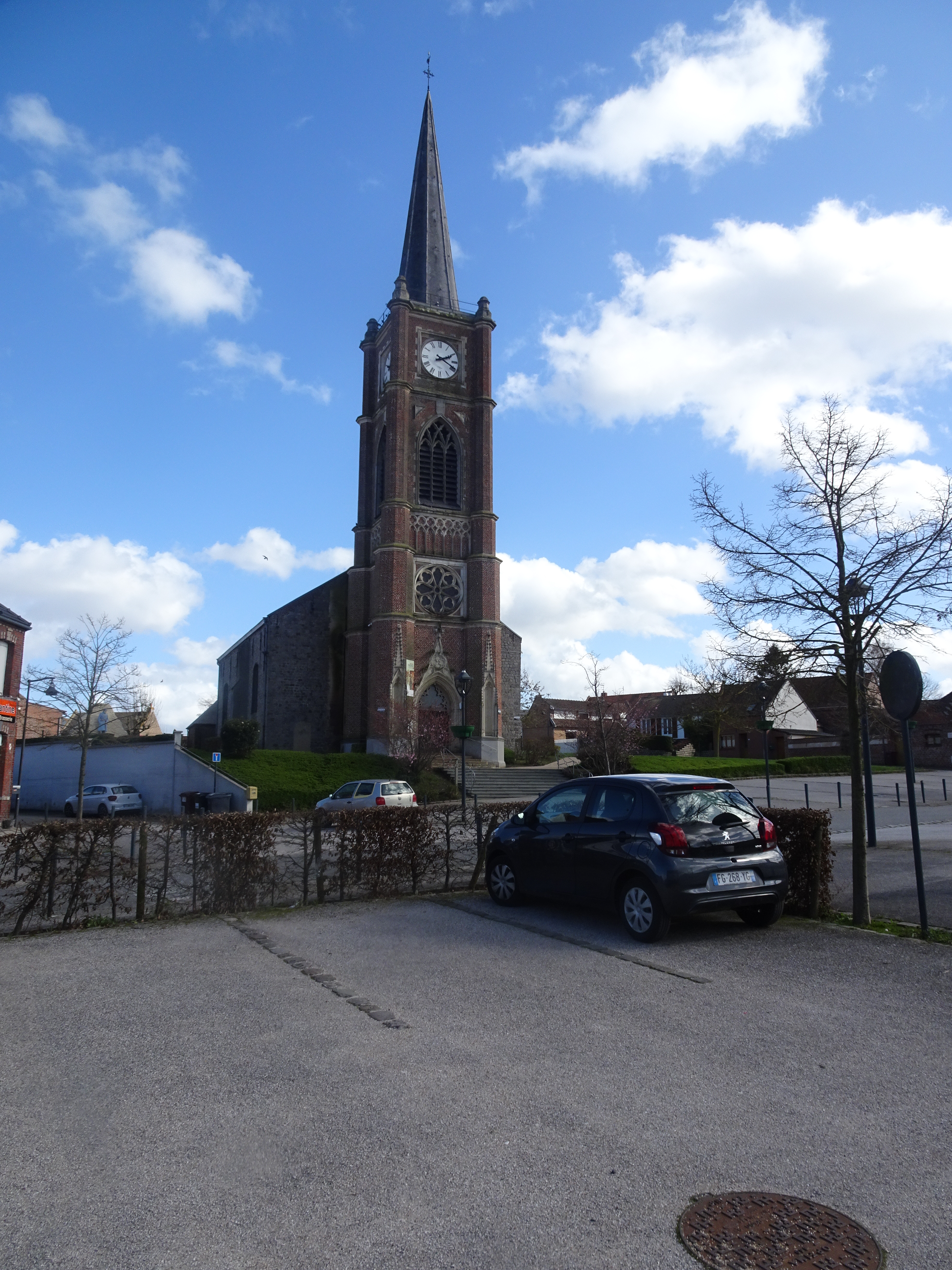
Kirche Saint-Martin
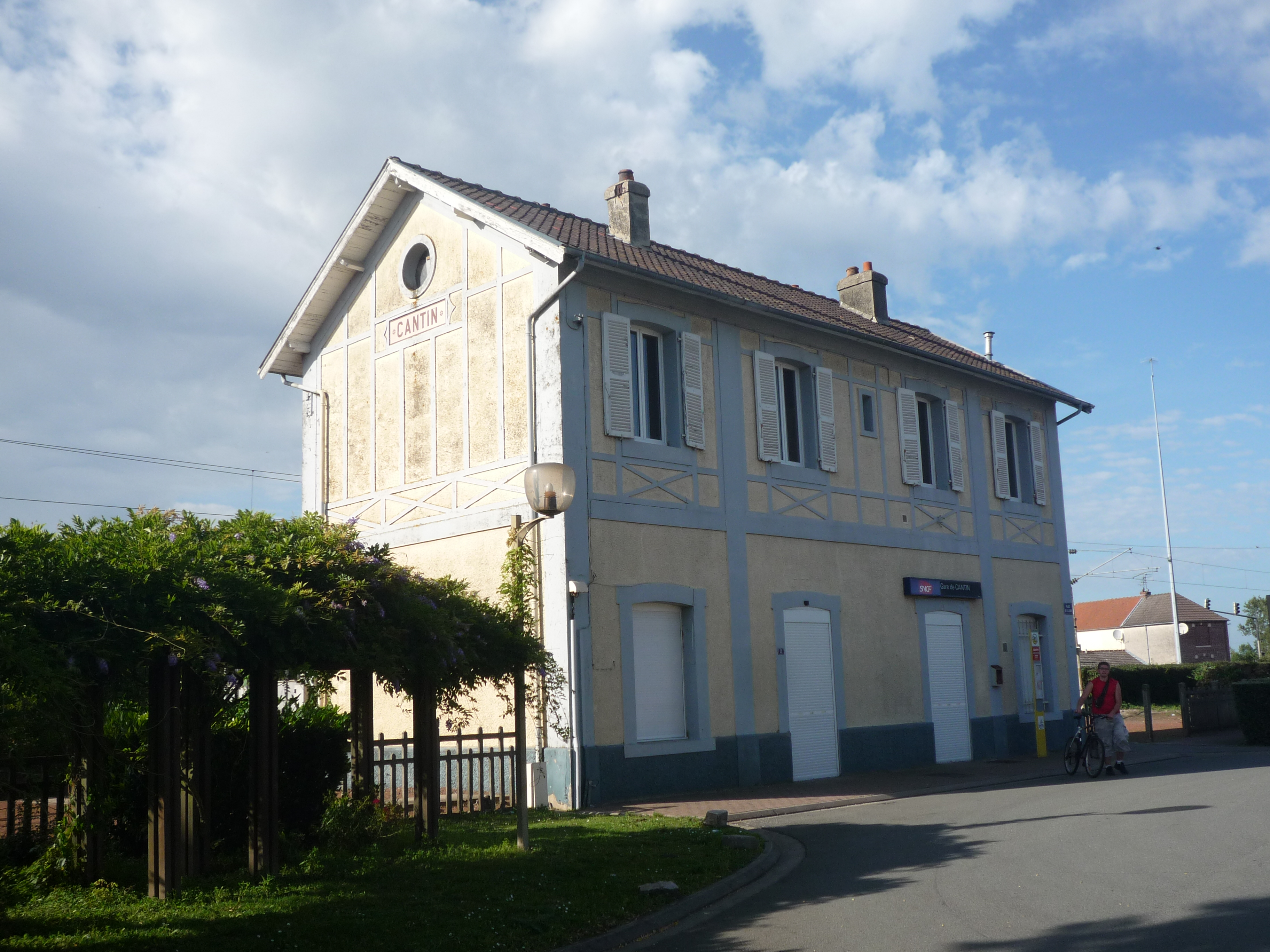
Bahnhof Cantin

- Hospice Brissez (heute die Mairie)
- Souterrain de Gayant

- Kirche Saint-Martin
- Bahnhof Cantin

## Persönlichkeiten
- Adèle Justine Brissez (1808–1876), Gründerin des Hospizes
- Pierre Billet (1837–1922), Maler
- Claude Finet (1939–2007), Maler